# Porte Saint-Denis
A Porte Saint-Denis (magyarul Szent Dénes-kapu) 17. századi, párizsi diadalív, amely XIV. Lajos dicsőségét hirdeti.
1672-ben a Napkirály megbízta François Blondel építészt és Michel Anguier szobrászt, hogy Franche-Comtéban és a Rajnánál I. Lipót német-római császár felett aratott győzelmei emlékére emeljenek egy győzelmi kaput az V. Károly idejében épült, ekkor lebontott középkori városfal-részleten. A költségeket a város állta. Az egyívű, Titus diadalívére hasonlító építmény ma is a rue Saint-Denis és a rue du Faubourg Saint-Denis tengelyében áll, de a fal eltűnt mellőle; helyét ma a nagy boulevard-ok közül kettő (a boulevard de Bonne-Nouvelle és a boulevard Saint-Denis) foglalja el.
Nem messze innen található a két évvel később Blondel tanítványa, Pierre Bullet által tervezett Porte Saint-Martin diadalíve. A kaput 1988-ban felújították.